# St. Paul’s Episcopal Church (Troy)

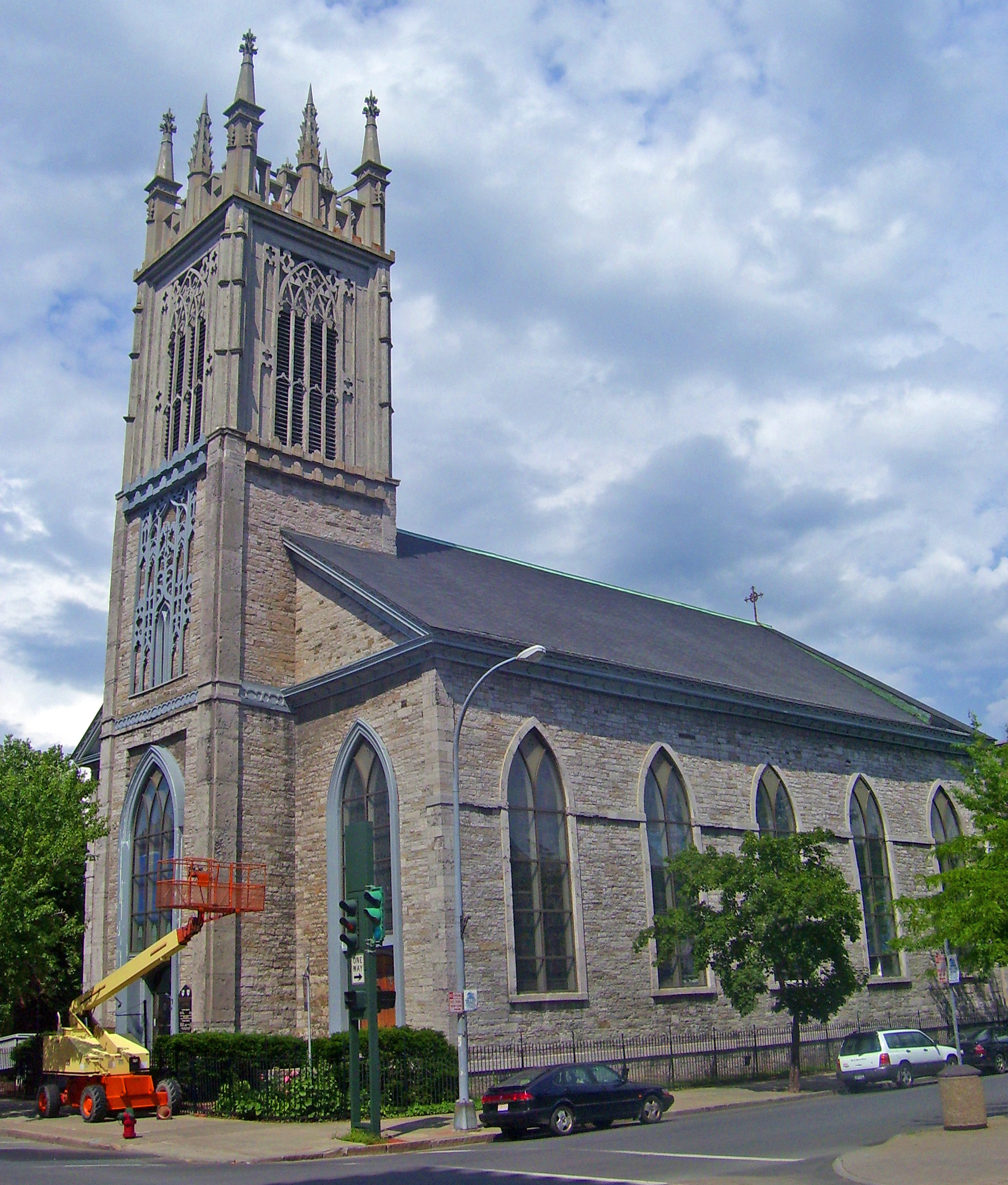
Ansicht von Südwesten (2008).

Die St. Paul’s Episcopal Church ist ein Kirchengebäude in Troy, New York. Sie steht an der Kreuzung von Third Street (der nordwärts gerichteten US 4) und State Street und ist Sitz einer der ältesten Kirchengemeinden der Stadt. Am 7. September 1979 wurden die Kirche und zwei Nebengebäude dem National Register of Historic Places hinzugefügt. Sie ist ein beitragendes Objekt des später geschaffenen Central Troy Historic Districts, der 1986 in dieses Register eingetragen wurde.
Der Bau entstand Mitte der 1820er Jahre und ist eine direkte Kopie der von Ithiel Town in New Haven, Connecticut gebauten Trinity Church und gehört zu den frühesten Kirchenbauten in Amerika, die Gebrauch von Elementen der Neugotik machten. Bei Renovierungen am Ende der 1890er Jahre wurden Bleiglasfenster und andere Arbeiten von Louis Comfort Tiffany im Inneren hinzugefügt.

## Kirchenkomplex
Außer der Kirche befinden sich auf der Parzelle noch zwei weitere Bauten, östlich steht das Guild House und das Martha Memorial House, das an der nordöstlichen Ecke angebaut ist, dient als Verwaltungsgebäude für die Kirchengemeinde.
Die Kirche selbst ist ein rechtwinkliges Gebäude, das fünf Joche in der Länge und drei in der Breite aufweist. Die Fassade besteht aus Kalkstein-Blöcken, die in einem zufälligen Werksteinmuster verlegt sind; an den Ecken wird sie von behauenen Pilastern abgeschlossen. An der südlichen Seite befinden sich fünf Lanzettfenster, auf der Nordseite sind es nur vier davon. Sowohl die westliche als auch die östliche Fassade haben jeweils drei ähnliche Fenster. Die Dachtraufe wird durch ein verziertes hölzernes Gesims betont. Ein dreißig Meter hoher Turm erhebt sich über dem Haupteingang an der Westfassade. Im Inneren des mit Zinnen versehenen Turms ist eine eintausend Kilogramm schwere Glocke untergebracht.
Der Vordereingang wird an der Wayside Chapel widergespiegelt. Das Kirchengestühl ist durch drei Gänge geteilt. Kronleuchter beleuchten die einzelnen Abschnitte und eine Buntglaslampe hängt über dem Altar. Die hohe Decke wird von hölzernen Trägern unterstützt; sie und die Blenden der Obergaden sind geschnitzt und mit goldfarbenen Blättern aus Aluminium geschmückt.
Das Guild House, ursprünglich der Sitz des Gemeindebezirks, ist ein dreistöckiges Kalksteingebäude auf der Westseite, dessen Gestaltung mit der Kirche korrespondieren soll. Die Innenausbauten aus Holz und die Fenster sind original, allerdings wurden andere Renovierungen vorgenommen. Das Martha Memorial House hat eine ähnliche Form und Größe, ist aber aus Backsteinen gebaut. Dieses wurde umfassender modernisiert, aber eine Kapelle im zweiten Stock blieb genauso intakt wie die Fenster, die Holzinnenausstattung und das Treppenhaus.

## Ästhetik
Die Kirche zeigt den Einfluss von englischen Kirchenbauten des 16. Jahrhunderts und, durch die raue Oberfläche und das unregelmäßige Mauerwerk, einen Hauch der zeitgenössischen pittoresken Stilvorstellungen.
Das Bauwerk ahmt Towns Trinity Church in jeder Weise nach, mit Ausnahme der Farbe der Fassade durch die Verwendung eines anderen Gesteins, da das Original aus Granit gebaut ist. Der Turm des Bauwerks in New Haven wurde später ersetzt, sodass die Kirche in Troy heute eher dem Original entspricht, als dieses selbst.

## Geschichte
Die Kirchengemeinde wurde 1795 gegründet, nicht lange nach der Eintragung Troys als Village. Durch die finanzielle Unterstützung der Trinity Church in New York City und dank des Antriebs durch den ersten Rektor Reverend David Butler baute die Gemeinde 1804 ihre erste Kirche an der Kreuzung von Third und Congress Street. 1818 war jenes Gebäude das einzige Gebäude in Troy mit einer Pfeifenorgel. 1826 gab die Gemeinde, deren Mitgliederzahl durch die inzwischen als City neugegründeten Stadt stark angewachsen war, das neue Bauwerk in Auftrag.
Die Auftragsvergabe legte fest, dass die neue Kirche eine Kopie von Ithiel Towns Trinity Church in New Haven, Connecticut werden sollte, die 1817 fertiggestellt wurde. Der einzige wesentliche Unterschied bestand im Aussehen, da die Fassade der Trinity Church New Havens aus braunem Granite bestand, während in St. Paul’s blau-grauer Kalkstein verwendet wurde, der in Amsterdam in der Nähe von Troy gebrochen wurde. Grundsteinlegung war 1826, zwei Jahre später konnte der Kirchenneubau seiner Nutzung übergeben werden.
In den Jahren nach dem Bürgerkrieg begann die Kirche mit Renovierungen, zunächst 1869 mit dem heutigen Guild House. Die Zinnen und Pinakel an den Gesimsen wurden entfernt und der Glockenturm verändert, als in den 1870er Jahren eine neue Glocke eingebaut wurde. Das Martha House wurde 1881 erbaut. Es war ursprünglich ein Wohnheim für die Ordensschwestern der Kirche. Sechs Jahre später erhielt dieses Nebengebäude ein zweites Stockwerk. Durch den Bau des Martha Houses ging eines der Fenster an der Nordseite der Kirche verloren. Ansonsten entspricht das Aussehen der Kirche dem ursprünglichen Zustand.
Im Gebäudeinneren wurden in den 1880er Jahren eine Kanzel aus
Messing hinzugefügt. Diese Maßnahmen führten zu größeren Renovierungen, nachdem genug Geld gesammelt wurde, um einige Strukturprobleme der ursprünglichen Konstruktion zu beseitigen. Versteckte Pfeiler aus Stahl wurden eingezogen und die Decke wurde derart umgestaltet, dass die Träger nunmehr sichtbar sind. Der damalige Rektor war auf einer Reise durch Europa sehr von den großen gotischen Kirchenbauten angetan und so wurde Louis Comfort Tiffany beauftragt, das Gebäudeinnere nach den Renovierungsarbeiten zu verzieren. In der Folge wurde durch örtliche Handwerker ein Großteil der Arbeiten aus Glas und Holz hinzugefügt. Die Bleiglasfenster wurden wenig später eingesetzt.
Im 20. Jahrhundert folgten einige weitere Umbauten. Dem Guild House wurde 1914 eine dritte Etage hinzugefügt. Die Kirche selbst erhielt 1921 ihre derzeitige Orgel, die Wayside Chapel während der 1940er Jahre und die Glastüren wurden in den 1960er Jahren eingebaut.